# Erik le mystérieux
Pour plus de détails, voir Fiche technique et Distribution.
Erik le mystérieux (The Last Performance) est un film américain réalisé par Paul Fejos, sorti en 1929.

## Fiche technique
- Titre original : The Last Performance
- Titre français : Erik le mystérieux
- Ttre français alternatif : Erik le Grand
- Réalisation : Paul Fejos
- Scénario : Walter Anthony, James Ashmore Creelman et Tom Reed
- Photographie : Hal Mohr
- Société de production : Universal Pictures
- Pays de production : États-Unis
- Format : Noir et blanc
- Genre : horreur
- Dates de sortie : 
  - États-Unis : 13 octobre 1929
  - France : 4 juillet 1930

## Distribution
- Conrad Veidt : Erik
- Mary Philbin : Julie
- Leslie Fenton : Buffo
- Fred MacKaye : Mark Royce
- Gusztáv Pártos : Directeur du théâtre
- Anders Randolf : Juge
- Sam De Grasse : District Attorney
- George Irving : Defense Attorney
- Parmi les acteurs non crédités :
- Walter Brennan : Clown
- Bela Lugosi : Voix d'Erik (dans la version hongroise)
- Rolfe Sedan : Employé du magasin de vêtement
- Eddie Boland